# Art Farmer
Arthur Stewart "Art" Farmer (født d. 21. august 1928 i Council Bluffs, Iowa, USA – død d. 4. oktober 1999) var en amerikansk trompetist og flygelhornist. 
Farmer huskes nok bedst for sin kvartet med Guitaristen Jim Hall, (Senere Pianisten Steve Kuhn) , bassisten Steve Swallow, og trommeslageren Pete La Roca i 60´erne.
Han har ligeledes spillet med Horace Silver, Gerry Mulligan, George Russell, Oliver Nelson og the Kenny Clarke -Francy Boland Bigband.
Havde også fra 1959 til 1962 en Jazztet med saxofonisten Benny Golson.
Farmer som spiller mest flygelhorn, spiller i cool jazz stil. og ynder at spille i en klangful stil alla Chet Baker.

## Diskografi
- Art Farmer Septet
- When Farmer Met Gryce
- Two Trumpets
- Farmers Market
- Modern Art
- Potrait of Art Farmer
- Brass Shout
- Meet the Jazztet
- Perception
- Listen to Art Farmer and the Orchestra
- To Sweden With Love
- A Sleeping Bee
- Yesterdays Thoughts
- On The Road
- Ambrosia
- Maiden Voyage
- Real Time
- Back to the City
- Something to Live For
- Blame it on My Youth
- Foolish Memories
- To Wienna with Art
- Ph. D
- Soul Eyes
- The company I Keep
- The Meaning of Art
- Out of the Past
- Silk Road
- The Quartets
- Live at the Standford Jazz Workshop
- Art Farmer and the Jazz Giants
- Artistry
- At Bird House
- What Happens
- To Duke With Love
- The Summer Knows
- The Boomers